# Bradley Locko
Bradley Locko (Ivry-sur-Seine, 6 maggio 2002) è un calciatore francese, difensore del Brest. È il fratello gemello di Bryan, anch'egli calciatore.

## Carriera
Cresciuto nel settore giovanile dello Stade Reims, debutta in prima squadra il 15 agosto 2021 in occasione dell'incontro di Ligue 1 pareggiato 3-3 contro il Montpellier.
Il 27 luglio 2023 viene acquistato dal Brest.

## Statistiche

### Presenze e reti nei club
Statistiche aggiornate al 10 maggio 2024.
| Stagione             | Squadra              | Campionato           | Campionato | Campionato | Coppe nazionali | Coppe nazionali | Coppe nazionali | Coppe continentali | Coppe continentali | Coppe continentali | Altre coppe | Altre coppe | Altre coppe | Totale | Totale |
| Stagione             | Squadra              | Comp                 | Pres       | Reti       | Comp            | Pres            | Reti            | Comp               | Pres               | Reti               | Comp        | Pres        | Reti        | Pres   | Reti   |
| -------------------- | -------------------- | -------------------- | ---------- | ---------- | --------------- | --------------- | --------------- | ------------------ | ------------------ | ------------------ | ----------- | ----------- | ----------- | ------ | ------ |
| 2019-2020            | Lorient 2            | N2                   | 2          | 0          | -               | -               | -               | -                  | -                  | -                  | -           | -           | -           | 2      | 0      |
| 2020-2021            | Stade Reims 2        | N2                   | 8          | 0          | -               | -               | -               | -                  | -                  | -                  | -           | -           | -           | 8      | 0      |
| 2021-2022            | Stade Reims 2        | N2                   | 2          | 0          | -               | -               | -               | -                  | -                  | -                  | -           | -           | -           | 2      | 0      |
| 2022-gen. 2023       | Stade Reims 2        | N2                   | 2          | 0          | -               | -               | -               | -                  | -                  | -                  | -           | -           | -           | 2      | 0      |
| Totale Stade Reims 2 | Totale Stade Reims 2 | Totale Stade Reims 2 | 12         | 0          |                 | 0               | 0               |                    | -                  | -                  |             | -           | -           | 12     | 0      |
| 2021-2022            | Stade Reims          | L1                   | 24         | 1          | CF              | 2               | 0               | -                  | -                  | -                  | -           | -           | -           | 26     | 1      |
| 2022-gen. 2023       | Stade Reims          | L1                   | 15         | 0          | CF              | 2               | 0               | -                  | -                  | -                  | -           | -           | -           | 17     | 0      |
| Totale Stade Reims   | Totale Stade Reims   | Totale Stade Reims   | 39         | 1          |                 | 4               | 0               |                    | -                  | -                  |             | -           | -           | 43     | 1      |
| gen.-giu. 2023       | Brest                | L1                   | 7          | 0          | CF              | -               | -               | -                  | -                  | -                  | -           | -           | -           | 7      | 0      |
| 2023-2024            | Brest                | L1                   | 33         | 0          | CF              | 2               | 0               | -                  | -                  | -                  | -           | -           | -           | 35     | 0      |
| Totale Brest         | Totale Brest         | Totale Brest         | 40         | 0          |                 | 2               | 0               |                    | -                  | -                  |             | -           | -           | 42     | 0      |
| Totale carriera      | Totale carriera      | Totale carriera      | 94         | 1          |                 | 6               | 0               |                    | -                  | -                  |             | -           | -           | 100    | 1      |